# Empusa pennata
Empusa pennata is een bidsprinkhaan uit de familie van de Empusidae.

## Kenmerken
Deze paarse of groene soort is te herkennen aan het uitsteeksel op de kop. Het dier wordt 50 tot 65 millimeter lang. Hij is als imago te vinden van mei tot juli en overwintert als jonge nimf. Door de kleur is de soort in de struiken echter moeilijk te vinden.

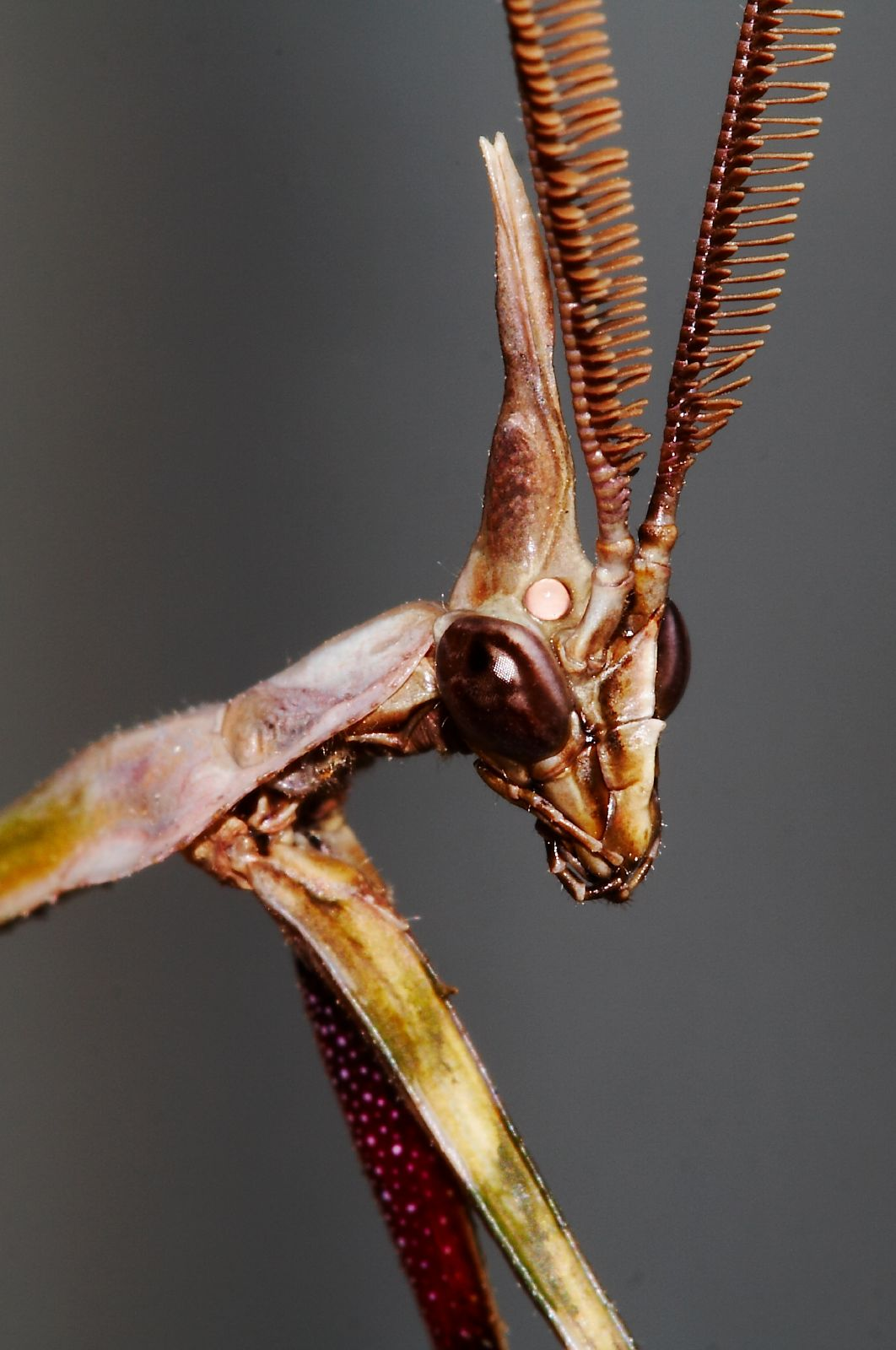
Volwassen - Mannelijk hoofd
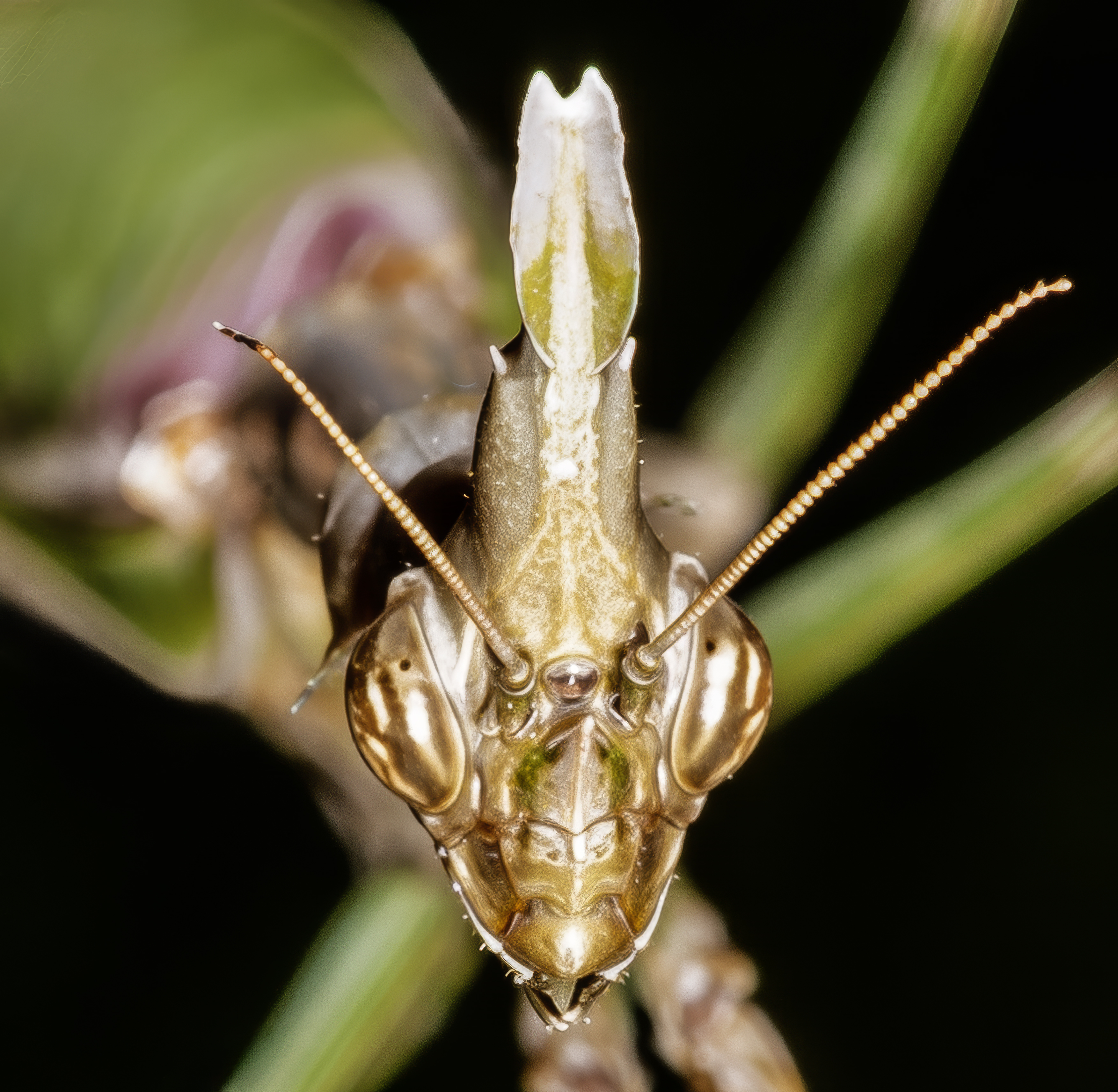
Volwassen - Vrouwelijk hoofd

## Verspreiding en leefgebied
Hij is te vinden in Frankrijk, Italië, Portugal en Spanje, en is ook in Noordwest-Afrika waargenomen.
De verwante soort Empusa fasciata komt voor in het oostelijke Middellandse-Zeegebied en in het Midden-Oosten.